# Beleg van Jeruzalem (587 v.Chr.)

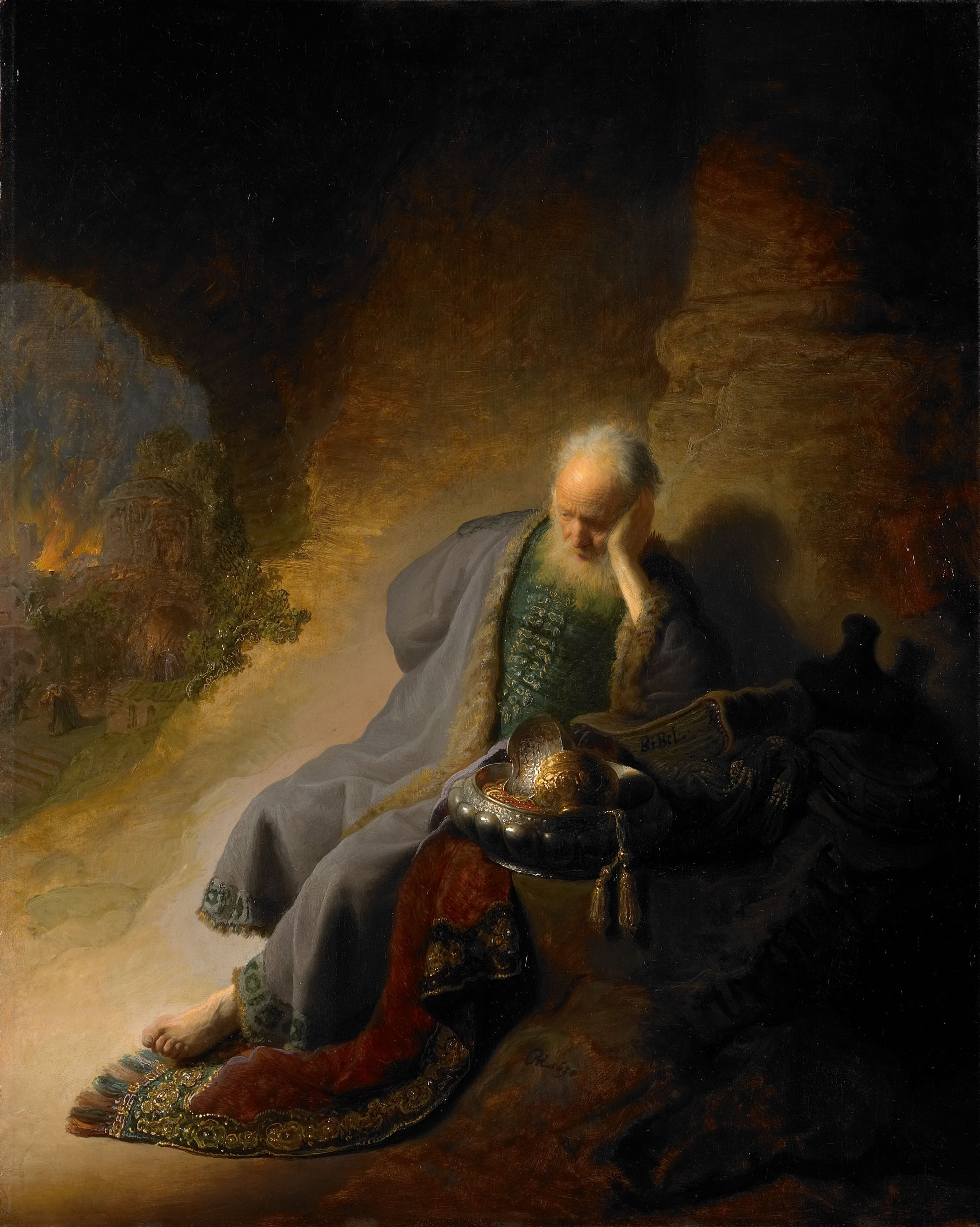
Jeremia treurend over de verwoesting van Jeruzalem van Rembrandt van Rijn

Het Beleg van Jeruzalem was de definitieve fase in de Joods-Babylonische Oorlog tussen 601 en 586 v.Chr. Na een beleg van bijna twee jaar slaagde Nebukadnezar II, koning van het Nieuw-Babylonische Rijk, Jeruzalem te veroveren.
Toen koning Jojakim weigerde schatting te betalen, viel Nebukadnezar het koninkrijk Juda binnen (597 v.Chr.; 2 Koningen 24:1,2) en installeerde de 21-jarige Sedekia op de troon (2 Koningen 24:10-17). Na acht jaar regeren sloot Sedekia een bondgenootschap met de Egyptische farao Apries (in de Hebreeuwse Bijbel Chofra genoemd) en kwam in opstand tegen Babylon. Nebukadnezar reageerde hierop met een beleg van Jeruzalem.
Na achttien maanden lukte het hem Jeruzalem te veroveren. Sedekia wist aanvankelijk te ontsnappen, maar werd bij Jericho gevangengenomen en overgebracht naar Ribla. Daar werd Sedekia gedwongen de executie van zijn zonen bij te wonen, voordat hem de ogen werden uitgestoken en hij geketend werd overgebracht naar Babylon (2 Koningen 25:1-7). Daar bleef hij de rest van zijn leven gevangene; hoe lang dat was, is niet bekend.
Na de val van Jeruzalem werd de stad geplunderd en vrijwel volledig vernietigd. Alleen de allerarmsten mochten achterblijven om voor de akkers en de wijngaarden te zorgen. De rest van de bevolking werd in Babylonische ballingschap afgevoerd (2 Koningen 25:8-12). Onder de achterblijvers stelde Nebukadnezar Gedalja aan als gouverneur (2 Koningen 25:22). Hiermee kwam definitief een einde aan het koninkrijk Juda.